# آلن هوستون
آلن هوستون (انگلیسی: Allan Houston؛ زاده ۲۰ آوریل ۱۹۷۱) یک ورزشکار اهل ایالات متحده آمریکا است. 